# Újvári Péter
Újvári Péter, olykor Ujvári, születési és 1913-ig használt nevén Groszman Péter, onnantól hivatalosan Ujváry (Tolcsva, 1869. április 24. – Budapest, Terézváros, 1931. január 16.) magyar újságíró, író. Ujvári Imre és Újvári László újságírók és N. Ujvári Magda szerkesztő édesapja.

## Életútja
Grossmann Vilmos érsekújvári ortodox rabbi és Ettinger Sarolta fia. Tanulmányait a nagysurányi, a váci és miskolci jesivákban végezte. 1889-től a Szegedi Híradónál dolgozott, később a lap helyettes szerkesztője lett, majd a Szeged és Vidéke munkatársa lett mint felelős szerkesztő. 1901-ben indított irodalmi folyóiratot Szegeden Magyar Szó címmel. 1906-ban egyik alapítója volt a Magyarországi Hírlapírók Országos Szervezetének. 1907-től Budapesten dolgozott, mint a Magyar Hírlap, később pedig mint a Budapest vezércikkírója. 1915-ben megválasztották a Budapesti Hírlapírók Egyesületének a titkárává. 1919-ben képes hetilapot indított útjára Szombat címmel. 1920-tól vezércikkírója volt Kolozsvárott az Új Keletnek. 1923-ban Pozsonyban telepedett le és ott szerkesztett különféle lapokat. 1926-tól Budapesten az Országos Egyetértésnek előbb főszerkesztője, utóbb főmunkatársa lett. Az első világháború után írásaiban többek között az antiszemitizmus ellen is fellépett. Regényei és elbeszélései elsősorban zsidó tárgyúak. Szerkesztette a Magyar zsidó lexikont is. Halálát gyomorfekély okozta.

## Fontosabb művei
- A mécs mellett (regény, Budapest, 1908)
- Az új keresztény (regény. Budapest, 1909. Ism. Budapesti Hírlap 118. sz.)
- Tűzistenek (regény, Budapest, 1910-11. A «Budapest» politikai napilap 1910 karácsonyi számában kezdte közölni)
- Astarte temploma (regény, Budapest, 1918)
- A túlsó parton (regény, Budapest, 1920)
- A cédrusfa daliája (ifjúsági regény, Budapest, 1921)
- Ember Ádám három élete (regény, Budapest, 1922)